# Щеврик забайкальський
Щеврик забайкальський (Anthus godlewskii) — вид горобцеподібних птахів родини плискових (Motacillidae).

## Назва
Вид названо на честь польського зоолога, дослідника Сибіру Віктора Годлевського (1831—1900).

## Поширення
Птах гніздиться на півдні Сибіру (Забайкалля, Алтайські гори), в Монголії та суміжних районах на півночі Китаю. Зимує в Індії, на Шрі-Ланці, у Бангладеш та М'янмі. У негніздовий період окремі бродяжні птахи спостерігалися далеко на заході в Європі, Західній Азії, Аравійському півострові, а також на сході в Японії та Мікронезії.

## Опис
Довжина тіла 15–17 см, маса тіла 17–30,5 г. Статевий диморфізм в оперенні відсутній. Щеврик забайкальський зверху буруватий, знизу блідо-бежевий. Зовні він дуже схожий на щеврика азійського, але трохи менший, має коротші ноги та коротший дзьоб.